# 兴华街道 (广州市)
兴华街道是中国广东省广州市天河区下辖的一个街道，始设于1995年12月。辖区总面积4.288平方公里，下辖9个社区，总人口6.31万人，其中常住人口3.08万人，外来人口3.22万人。

## 行政区划
兴华街道辖11个社区和1个撤村改制公司。
- 社区：苏庄、牛利岗、伍仙桥、兴华、鳌鱼岗、河水、侨源阁、金燕、燕塘、建武、沙太
- 公司：银河经济发展有限公司[2]。

## 交通

### 地铁
█3号线：梅花园站

█3号线█6号线：燕塘站

█6号线：天平架站

### 主要道路
粤垦路、广汕路、兴华路、沙太路、广州大道北

## 教育

### 高校
- 南华工商学院 （页面存档备份，存于）
- 广东省青年干部学院
- 石油大学（广州分教处）
- 广东省外语艺术职业学院[3]
- 广东省农工商职业技术学院
- 广东省贸易学校
- 广东工贸职业技术学院

## 单位
省农垦建设实业总公司、农垦科技中心、燕塘企业总公司、广日电梯有限公司、中国人民解放军75706部队、中国人民解放军75758部队、中国人民解放军75763部队、亨氏联合公司